# Ріо-Віста (Техас)
Ріо-Віста (англ. Rio Vista) — місто (англ. city) в США, в окрузі Джонсон штату Техас. Населення — 1008 осіб (2020).

## Географія
Ріо-Віста розташоване за координатами 32°14′4″ пн. ш. 97°22′29″ зх. д. / 32.23444° пн. ш. 97.37472° зх. д. (32.234545, -97.374843).  За даними Бюро перепису населення США в 2010 році місто мало площу 2,74 км², з яких 2,73 км² — суходіл та 0,01 км² — водойми.

## Демографія
Згідно з переписом 2010 року, у місті мешкали 873 особи в 316 домогосподарствах у складі 232 родин. Густота населення становила 319 осіб/км².  Було 346 помешкань (126/км²).
Расовий склад населення:
| - 94,3 % — білих - 1,5 % — корінних американців - 0,2 % — чорних або афроамериканців - 0,1 % — азіатів - 2,6 % — осіб інших рас |

До двох чи більше рас належало 1,3 %. Частка іспаномовних становила 9,6 % від усіх жителів.
За віковим діапазоном населення розподілялося таким чином: 30,1 % — особи молодші 18 років, 61,1 % — особи у віці 18—64 років, 8,8 % — особи у віці 65 років та старші. Медіана віку мешканця становила 33,3 року. На 100 осіб жіночої статі у місті припадало 96,2 чоловіків;  на 100 жінок у віці від 18 років та старших — 95,5 чоловіків також старших 18 років.
Середній дохід на одне домашнє господарство  становив 57 105 доларів США (медіана — 54 375), а середній дохід на одну сім'ю — 60 691 долар (медіана — 55 673). За межею бідності перебувало 18,1 % осіб, у тому числі 21,1 % дітей у віці до 18 років та 16,8 % осіб у віці 65 років та старших.
Цивільне працевлаштоване населення становило 451 особа. Основні галузі зайнятості: освіта, охорона здоров'я та соціальна допомога — 17,3 %, виробництво — 15,7 %, роздрібна торгівля — 14,0 %.